# 石井和紘
石井 和紘（いしい かずひろ、1944年2月1日 - 2015年1月14日）は、日本の建築家。処女作である直島町立直島小学校の設計を当時東大紛争の混乱の中でやり遂げたことを当時の直島町長・三宅親連から高く評価され、以後「直島建築」と称される直島町の公共施設の設計を一手に任される。母方の祖父に陸軍中将大場四平。

## 略歴
1944年、東京都に生まれる。1967年、東京大学工学部建築学科卒業、1975年、東京大学大学院博士課程修了およびイェール大学建築学部修士課程修了。1976年、有限会社石井和紘建築研究所設立（1978年、株式会社石井和紘建築研究所に改称）。直島町の公共施設の設計を次々と手がけ、多様性をテーマにした「54の窓（増谷医院）」でポストモダン建築家として注目を集めた。1970年代初頭には石井旋風を巻き起こし、第2の黒川紀章の様相を呈した。
早稲田大学国際学部講師、カリフォルニア大学ロサンゼルス校講師を経て、日本大学理工学部講師（1981年 - ）、イェール大学建築学科講師（1982年 - ）、大阪大学工学部建築学科講師（1986年 - ）、早稲田大学理工学部建築学科講師（1990年 - ）、東京大学工学部建築学科講師（1992年 - ）、日本女子大学家政学部住居学科講師（1993年 - ）などを歴任した。赤坂4丁目薬研坂南地区再開発準備組合理事長（2001年-2002年）、赤坂一ツ木通り商店街振興組合顧問など、赤坂地区の振興にも尽力した。
2015年1月14日、急性呼吸促迫症候群のため死去。満70歳没（享年72）。
当初はポストモダニズムの建築家として、造形として相当に破綻した過剰なまでの諧謔性を特徴としたが、後年は数寄屋や木造といった日本的伝統が大きなテーマとなり、初期の作風からは大きく変容した。

## 受賞歴
- 1987年 - 瓦賞（ジャイロルーフ）
- 1989年 - 日本建築学会賞作品賞（数奇屋邑）[2]
- 1991年 - 千葉県建築文化賞（海岸美術館）
- 1992年 - 木造施設普及林野庁官賞（清和文楽館）[2]
- 1994年 - 第七回北九州市建築文化賞（北九州国際村交流センター）
- 1996年 - 東北建築賞（宮城県慶長使節船ミュージアム）[2]
- 1998年 - 公共建築賞（清和文楽館）
- 2002年 - 平成14年度地球温暖化防止活動大臣表彰

## 主な作品
- 1970年～1983年 - 直島文教地区
  - 直島小学校（1970年）

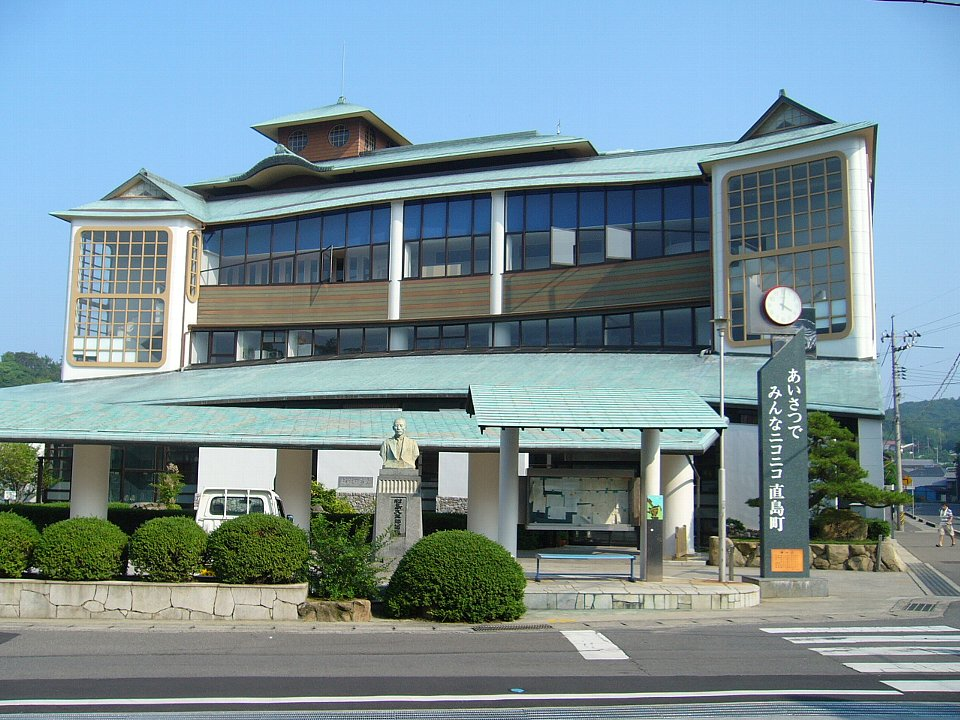
直島町役場

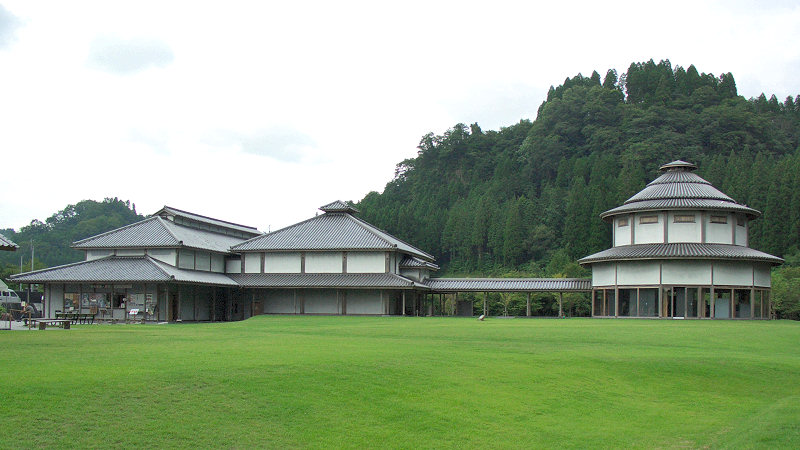
清和文楽館

  - 直島幼稚園（直島幼児学園）（1974年）
  - 直島中学校体育館・武道館（1976年）
  - 直島中学校（1979年）
  - 直島保育園（直島幼児学園）（1983年）
- 1975年 - 54の窓
- 1979年 - 54の屋根
- 1980年 - ゲイブルビル
- 1982年 - 直島町役場
- 1983年 - 田辺エージェンシー
- 1986年 - 同世代の橋
- 1987年 - ジャイロルーフ（甍賞受賞）
- 1988年 - 岡山県立吹屋及び牛窓国際交流ヴィラ（33メートル堂）
- サンリオ　ファンタージェン（千葉県船橋市「ららぽーと２」内、屋内型テーマミニパーク）
- 関西国際空港旅客ターミナル指名設計競技
- 1989年 - 数奇屋邑（日本建築学会賞受賞）
- 1990年 - 海岸美術館（千葉県景観賞受賞）
- 1991年 - 京都市コンサートホール指名設計競技
- ロンドンV&A美術館開催ジャパンフェスティバル
- 1992年 - 熊本県清和村文楽館（村野庁長官賞、公共建築賞 くまもとアートポリス参加作品）
- 1993年 - 北九州市立国際村交流センター（北九州市建築文化賞）
- 1994年 - くにたち郷土資料館
- 清和村立清和物産館 （くまもとアートポリス第1回推進賞）
- 1995年 - 直島町総合福祉センター
- 1996年 - 小坂町立十和田小中学校
- 宮城県慶長使節船ミュージアム（東北建築賞受賞）
- 1999年 - ひさまつ-PAO
- 2001年 - CO2（常陸太田市総合福祉会館）
- 川勝コンサバトリー
- 2002年 - 赤坂一ツ木三度笠（街路灯）

## 著書
- 1977年 - 『イェール建築通勤留学』
- 1982年 - 『建築家の発想』
- 1985年 - 『数奇屋の思考』
- 『日本建築の再生』
- 『日本の建築家2 石井和紘』
- 1988年 - 『私の建築辞書』
- 1989年 - 『SD8904特集 石井和紘 54の作品』
- 1991年 - 『現代の建築家 石井和紘』
- 1994年 - 『私の建築手法』
- 1995年 - 『自立する直島』
- 1997年 - 『建築の地球学』

## 石井和紘建築研究所出身の建築家・研究者
- 山田幸司
- 鶴田伸介
- 筒井紀博